# Croton corinthius
Espèce
Classification APG II (2003)
Croton corinthius est une espèce de plantes à fleurs du genre Croton et de la famille des Euphorbiaceae présente au Costa Rica.